# Polypedilum pumilio
Polypedilum pumilio är en tvåvingeart som först beskrevs av Jean-Jacques Kieffer 1921.  Polypedilum pumilio ingår i släktet Polypedilum och familjen fjädermyggor. Inga underarter finns listade i Catalogue of Life.